# COSIMA
COSIMA ist ein XML-basiertes Redaktionssystem, um Technische Dokumentation zu erstellen.

## Geschichte
Cosima ist ein seit 2004 von der Docufy GmbH in Bamberg entwickeltes Redaktionssystem. Es ist an die Anforderungen und Bedürfnisse der technischen Redaktion angepasst.

## Cosima
Cosima bildet als Standardsoftware den gesamten Workflow (Schreiben, Korrektur, Übersetzen, Publizieren) des Dokumentationsprozesses der technischen Redaktion in kleinen und mittleren Unternehmen ab. COSIMA unterstützt diesen beispielsweise durch Variantenmanagement, Terminologiedatenbank, Authoring-Memory-Systeme, standardisierte Sicherheitshinweise und Facettenklassifikation. COSIMA go! kann vom Administrator über JavaScript angepasst und automatisiert werden. Die Bearbeitung, Speicherung, Verarbeitung und Versionierung der XML-basierten Daten erfolgt im Client-Server-Modell.
Auf dem Client bearbeiten die Redakteure die Dokumente. Die Dokumente werden aus einzelnen Modulen zusammengesetzt, welche in mehreren Dokumenten oder Produktvarianten wiederverwendet werden können. Auf dem Server werden die XML-basierten Dokumente nach dem Prinzip des Single Source Publishing in andere Formate (beispielsweise PDF, CHM, Word/DOCX, RTF) konvertiert. Die Darstellung der Ausgabeformate kann durch Stylesheets angepasst werden.

## Machine Safety
Machine Safety ist eine Webbrowser-basierte Software auf Basis von Cosima. Machine Safety dient zur Erstellung von rechtskonformen Risikobeurteilungen zur CE-Kennzeichnung nach der europäischen Maschinenrichtlinie 2006/42/EG, ATEX und ISO 12100, welche für im Europäischen Wirtschaftsraum vertriebene Maschinen verpflichtend sind.

## TopicPilot
Mit dem seit 2015 entwickelten TopicPilot werden Inhalte (beispielsweise Betriebsanleitungen, Schaubilder oder Videos) zentral auf einer Content-Delivery-Plattform im Internet oder Intranet publiziert. Die Inhalte werden dabei nicht selbst in TopicPilot erstellt, sondern aus anderen Quellen importiert (beispielsweise aus Cosima, PDF, Word oder XML-basierten Formaten). Per Browser, iOS-, Android- oder Windows-App können Nutzer die Informationen im Volltext durchsuchen (oder nach Facetten suchen), gegebenenfalls auch offline verfügbar machen und anzeigen. TopicPilot kann durch weitere Anwendungen mit beispielsweise Augmented Reality angereichert werden.